# Encarsia cibcensis
Encarsia cibcensis är en stekelart som beskrevs av Lopez-avila 1987. Encarsia cibcensis ingår i släktet Encarsia och familjen växtlussteklar.
Artens utbredningsområde är:
- Iran.
- Nauru.
- Pakistan.
- Taiwan.

Inga underarter finns listade i Catalogue of Life.